# Вжещиньский, Конрад
Конрад Вжещиньский (пол. Konrad Wrzesiński; 10 сентября 1993, Пултуск, Польша) — польский футболист, полузащитник клуба «Ягеллония».

## Карьера
Футбольную карьеру начал в 2012 году в составе клуба «Полония» Варшава. В 2013 году стал игроком польского клуба «Мотор» Люблин.
В 2014 году подписал контракт с клубом «Видзев». В начале 2019 года перешёл в казахстанский клуб «Кайрат».

## Достижения
«Кайрат»
- Чемпион Казахстана: 2020
- Серебряный призёр чемпионата Казахстана: 2019

## Клубная статистика
| Игровая карьера | Игровая карьера | Игровая карьера | Лига | Лига | Кубок | Кубок | Межд. | Межд. | Др. | Др. |
| --------------- | --------------- | --------------- | ---- | ---- | ----- | ----- | ----- | ----- | --- | --- |
| 2019            | Кайрат          | А               | 25   | 3    | —     | —     | 4     | 0     | 1   | 0   |
| 2020            | Кайрат          | А               | 11   | 3    | —     | —     | 2     | 0     | —   | —   |